# Alauahio de Molokai
L'alauahio de Molokai (Paroreomyza flammea) és un ocell extint de la família dels fringíl·lids (Fringillidae).

## Hàbitat i distribució
Habitava la selva pluvial, a les muntanyes de les Illes Hawaii orientals a Molokai